# Pterogorgia ochrostoma
Pterogorgia ochrostoma is een zachte koraalsoort uit de familie Gorgoniidae. De koraalsoort komt uit het geslacht Pterogorgia. Pterogorgia ochrostoma werd in 1834 voor het eerst wetenschappelijk beschreven door Ehrenberg. 